# Saice (repas)
Le saice est une mets typique de la gastronomie bolivienne. Avec la ranga tarijeña (es), il constitue l'un des deux repas les plus emblématiques de la région de Tarija, au sud du pays, d'où il est originaire.

## Caractéristiques
Le saice est constitué d'un ragoût de bœuf haché et de légumes (notamment de pois verts, d'oignons et de tomates) assaisonné de cumin et de piment, et accompagné de riz ou de pâtes, de patates ou de chuño et de salade composée de laitue, tomates et oignons,,. Ce repas devient populaire durant les années 1930, lorsque les soldats qui se dirigeaient à la guerre du Chaco, provenant de tout le pays, en consommaient lors de leur passage par la ville de Tarija.

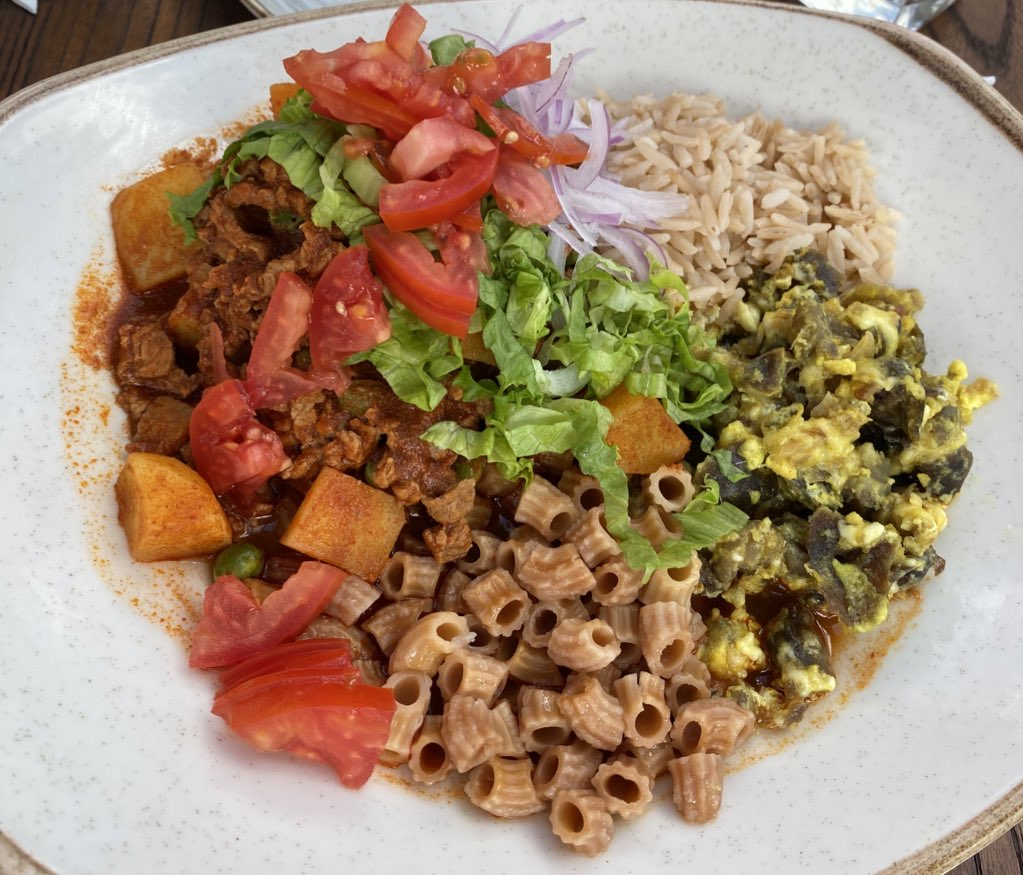
Plat de saice tarijeño.